# Momox
Momox AG est une société de recommerce allemande fondée à Berlin, et spécialisée dans l’achat et la vente de livres et d'articles culturels d’occasion. 
L'entreprise est implantée en Belgique, Allemagne, Autriche, France et au Royaume-Uni.

## Histoire
La société Momox est fondée en 2004 par Christian Wegner. Pendant une période de chômage, il met en œuvre son projet d’entreprise de recommerce inspirée d’une visite faite au marché aux puces de Berlin-Kreuzberg. Il commence avec un capital de 1 500 euros et un entrepôt de 20 mètres carrés. Momox s’internationalise et reste en 2018 principalement détenu par les fonds Acton GmbH, Verdane Capital X et CW Beteiligungs GmbH, année où il réalise un chiffre d'affaires 200 millions d'euros, dont un cinquième en France où Momox revendique une croissance de 30 %. Entre 2013 et 2018, son chiffre d’affaires est multiplié par quatre, comme ses effectifs qui ont ainsi atteint 1600 personnes.
En 2006, à la suite de la croissance rapide rencontrée sur les places de marché eBay et Amazon, la plateforme de rachat de livres, CD et DVD, momox.de est créée. Le site de revente en ligne Medimops est lancé en 2007. 
En 2010, d’autres investisseurs comme Acton Capital faisant partie du groupe de médias Burda entrent au capital de Momox. 
En 2011, Momox développe ses activités à l’international : en France, Autriche et Grande-Bretagne. La même année, les capacités logistiques sont augmentées par l’implantation de deux nouveaux centres, à Leipzig et à Neuenhagen, dans la région de Berlin, en plus du siège social, toujours à Berlin,. Dans la foulée, un service d’enlèvement des colis est mis en place.
En 2013, Christian Wegner passe la main à Heiner Kroke, nommé nouveau directeur général.
En 2014, Momox lance le site Ubup (abréviation de used but precious), un site web consacré à l’achat/vente de vêtements de marque d’occasion.
Le chiffre d'affaires de Momox atteint 150 millions d'euros en 2016. Cette croissance est la conséquence des stratégies d'internationalisation et d'élargissement de gamme avec la vente de vêtements d'occasion.
En 2019, Christian Wegner revend ses parts à l'investisseur majoritaire, Verdane Capital et quitte l'entreprise.
En décembre 2021, Momox change sa forme juridique d'une GmbH à une société anonyme (AG), et en décembre 2022, à une société européenne.

## Sites
- Siège social à Berlin
- Centre logistique à Leipzig (livres et articles culturels)
- Centre logistique à Neuenhagen bei Berlin (vêtements)
- Centre logistique à Stobno, Pologne (livres et articles culturels)

Le groupe possède deux hangars pour un total de 10 000 mètres carrés en face de l’ancien aéroport de Leipzig, et y stocke dix millions de livres d'occasion. Il emploie plus de 1900 employés en 2021.